# Zorzines speciosa
Zorzines speciosa là một loài bướm đêm trong họ Noctuidae.